# Негрень (Бакеу)
Негрень, Негрені (рум. Negreni) — село у повіті Бакеу в Румунії. Входить до складу комуни Подурі.
Село розташоване на відстані 231 км на північ від Бухареста, 29 км на захід від Бакеу, 107 км на південний захід від Ясс, 118 км на північний схід від Брашова.

## Населення
За даними перепису населення 2002 року у селі проживали 96 осіб, усі — румуни. Усі жителі села рідною мовою назвали румунську.